# ویلهلمسروه
ویلهلمسروه (به آلمانی: Berlin-Wilhelmsruh) یک منطقهٔ مسکونی در آلمان است که در پانکوو واقع شده‌است. ویلهلمسروه ۷٬۲۱۶ نفر جمعیت دارد.

## نگارخانه

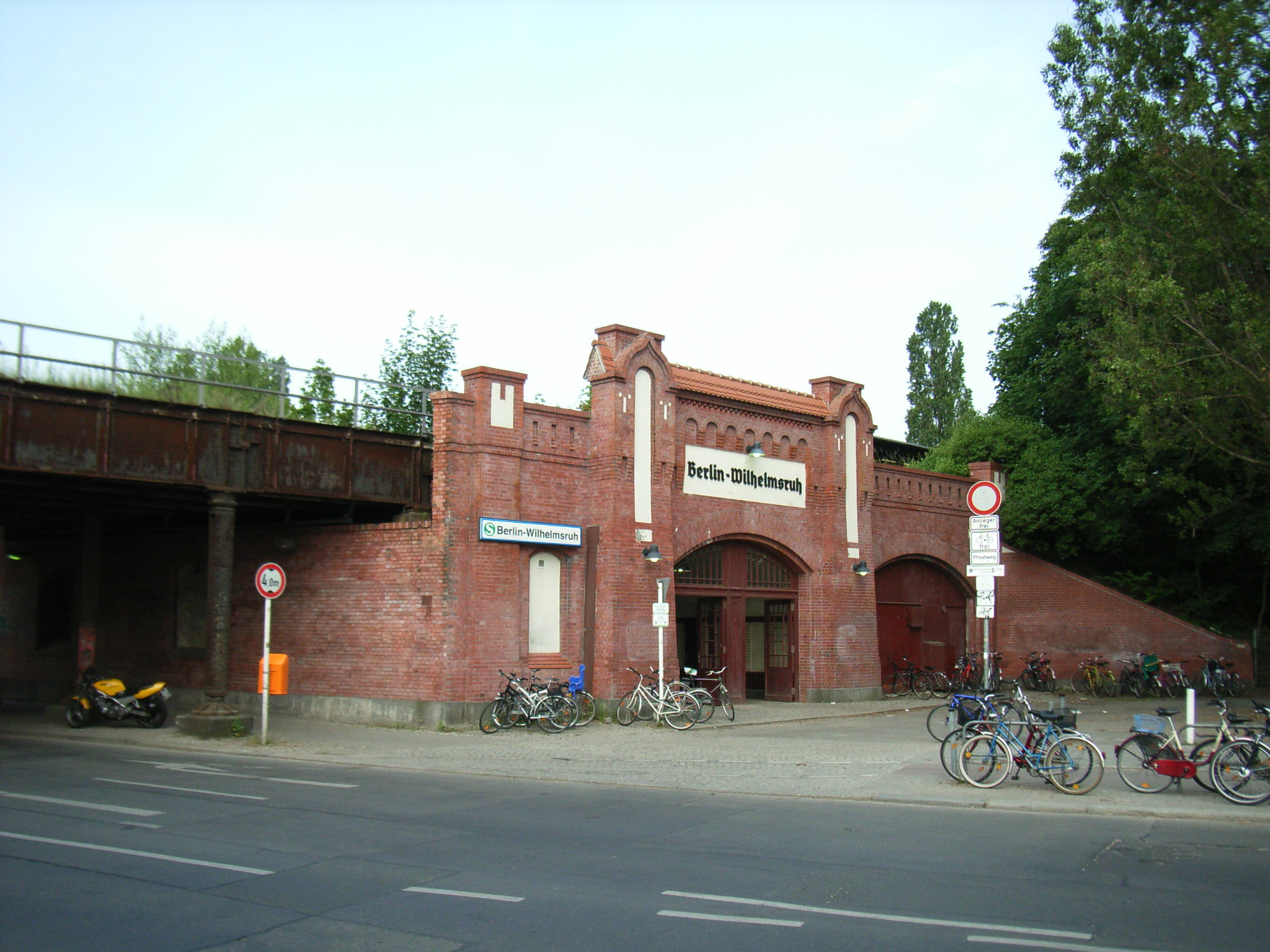
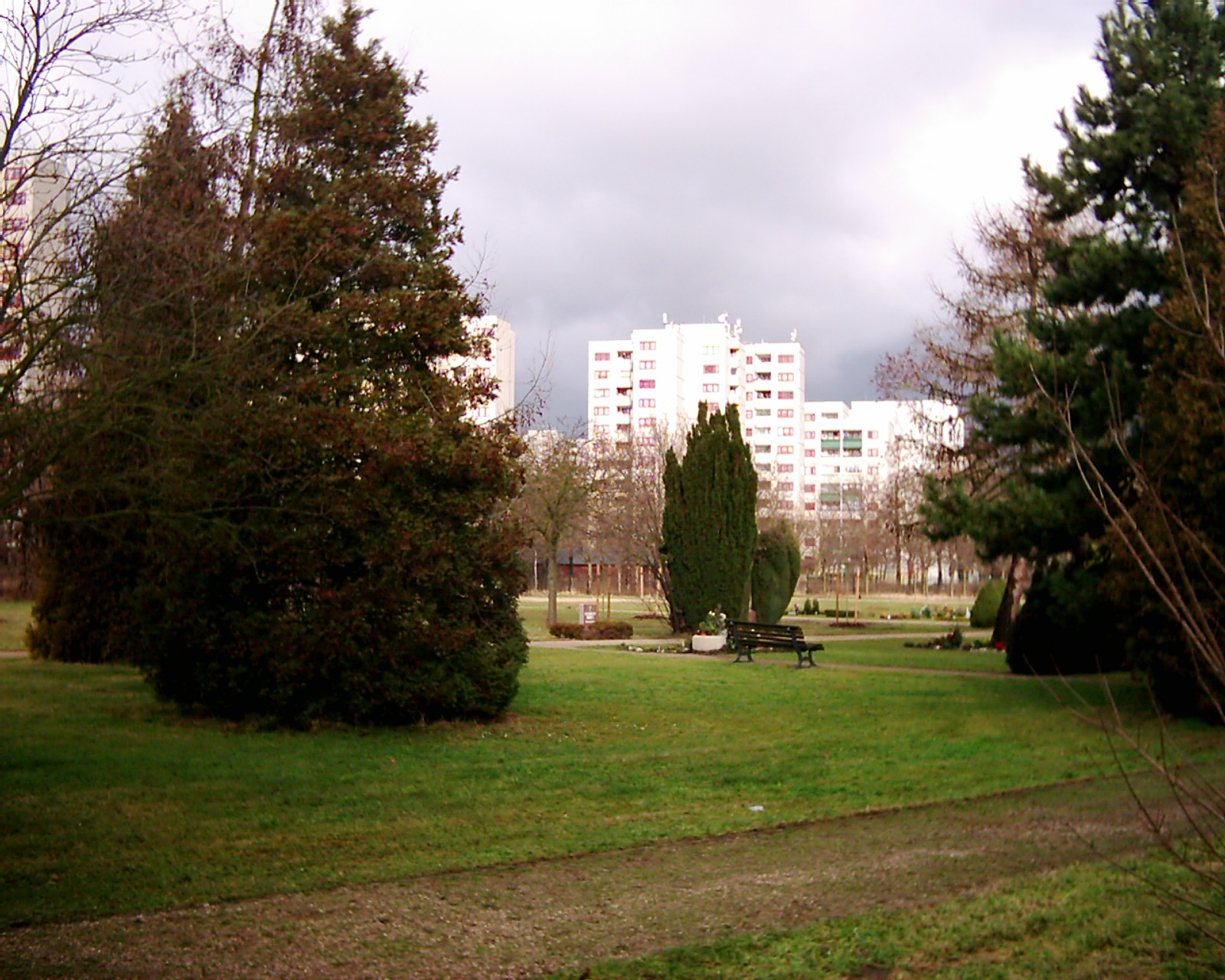
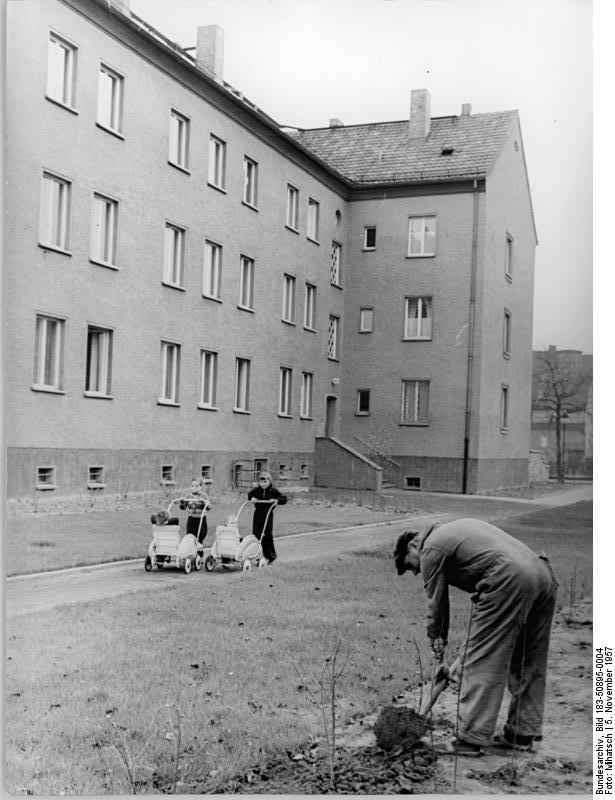